# Etorikoxib
Az etorikoxib (etoricoxib) egy új  szelektív COX-2 gátló
gyógyszer, amely kb.  106×   szelektívebben hat COX-2-n, mint   COX-1-en.

## Indikációi
- rheumatoid arthritis
- osteoarthritis
- ankylosing spondylitis
- krónikus hátfájás
- akut fájdalom
- köszvény.

## Gyógyszerhatás
A többi szelektív COX-2 gátló-hoz hasonlóan az  etoricoxib szelektíven gátolja a  ciklooxigenáz enzim 2-es izoformáját (COX-2).
Ez csökkentia a   prosztaglandinok (PG) bioszintézisét arachidonsavból.
A prosztaglandinoknak fontos szerepük van a gyulladás folyamatának kiváltásában.

## Készítmények
- Arcoxia (MSD)

## Külső hivatkozások
- European Medicines Agency (EMEA) - Homepage -
- US Food and Drug Administration (FDA) - Homepage -
- (VIGOR study on The New England Journal of Medicine - NEJM) Archiválva 2009. november 23-i dátummal a Wayback Machine-ben
- (MEDAL study on The Lancet)